# Čečkovice
Čečkovice – wieś i gmina w Czechach, w powiecie Havlíčkův Brod, w kraju Wysoczyna. Według danych z dnia 1 stycznia 2014 liczyła 81 mieszkańców.